# Castello di Ebenfurth
Il castello di Ebenfurth si trova nell'omonimo comune austriaco di Ebenfurth nel distretto di Wiener Neustadt-Land, in Bassa Austria e risale probabilmente al XII secolo.

## Storia

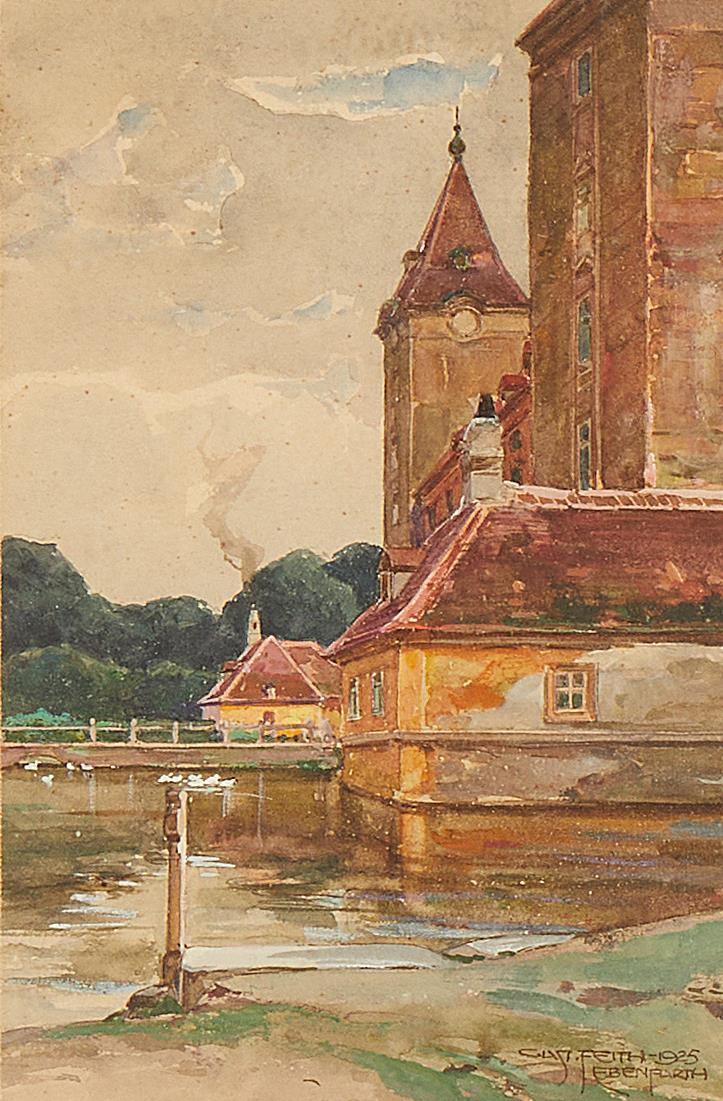
Immagine del castello nel 1925 in un'opera di Gustav Feith

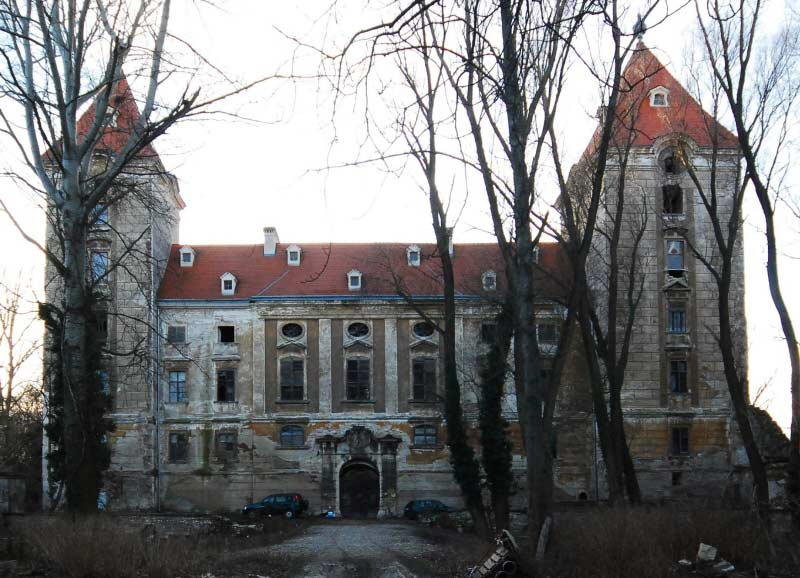
Aspetto del castello nel 2009

Il sito sul quale si trova l'edificio viene citato forse per la prima volta nel 1160, come feudo della diocesi di Passau e una seconda circa un secolo più tardi. Sembra verosimile che in quel momento la fortificazione consistesse in una sola torre che la renderebbero probabilmente una delle più antiche dell'Austria. Nel 1250 questo complesso apparteneva ai nobili Feldsberg/Seefelder e intorno al 1270 Ebenfurth divenne proprietà della famiglia Pottendorf. Verso la fine del XIII secolo la famiglia ottenne dal duca d'Austria Alberto I d'Asburgo il permesso di ampliare e ricostruire il castello che durante vari scontri era stato danneggiato. Venne così edificato un piccolo castello in stile romanico con fossato. La fortezza venne coinvolta nelle battaglie tra Mattia Corvino e Federico III d'Asburgo, quando il Corvino ne conquistò il controllo. Alla morte del re ungherese le truppe imperiali austriache ne sconfissero la guarnigione e la fortezza tornò in mani austriache. La proprietà mutò più volte e all'inizio del XVII secolo l'antico castello medievale assunse aspetto rinascimentale. Durante il XVIII secolo fu oggetto di una nuova ristrutturazione secondo il gusto barocco. Sino alla seconda metà del XX secolo il castello appartenne alla famiglia Suttner poi, durante la seconda guerra mondiale, venne utilizzato per accogliere la popolazione sfollata e venne gravemente danneggiato e malgrado le proprietà che si succedettoro cadde sempre più in rovina. Dopo questi lunghi periodi di abbandono venne acquistato dalla nota cantante serba Dragana Mirković e dal compagno e sono iniziati i lavori per il suo restauro.
Durante i lavori di restauro conservativo sono state scoperte pietre tombali ebraiche risalenti al XVII secolo e tale ritrovamento è di grande importanza per la storia ebraica della Bassa Austria e del Burgenland.

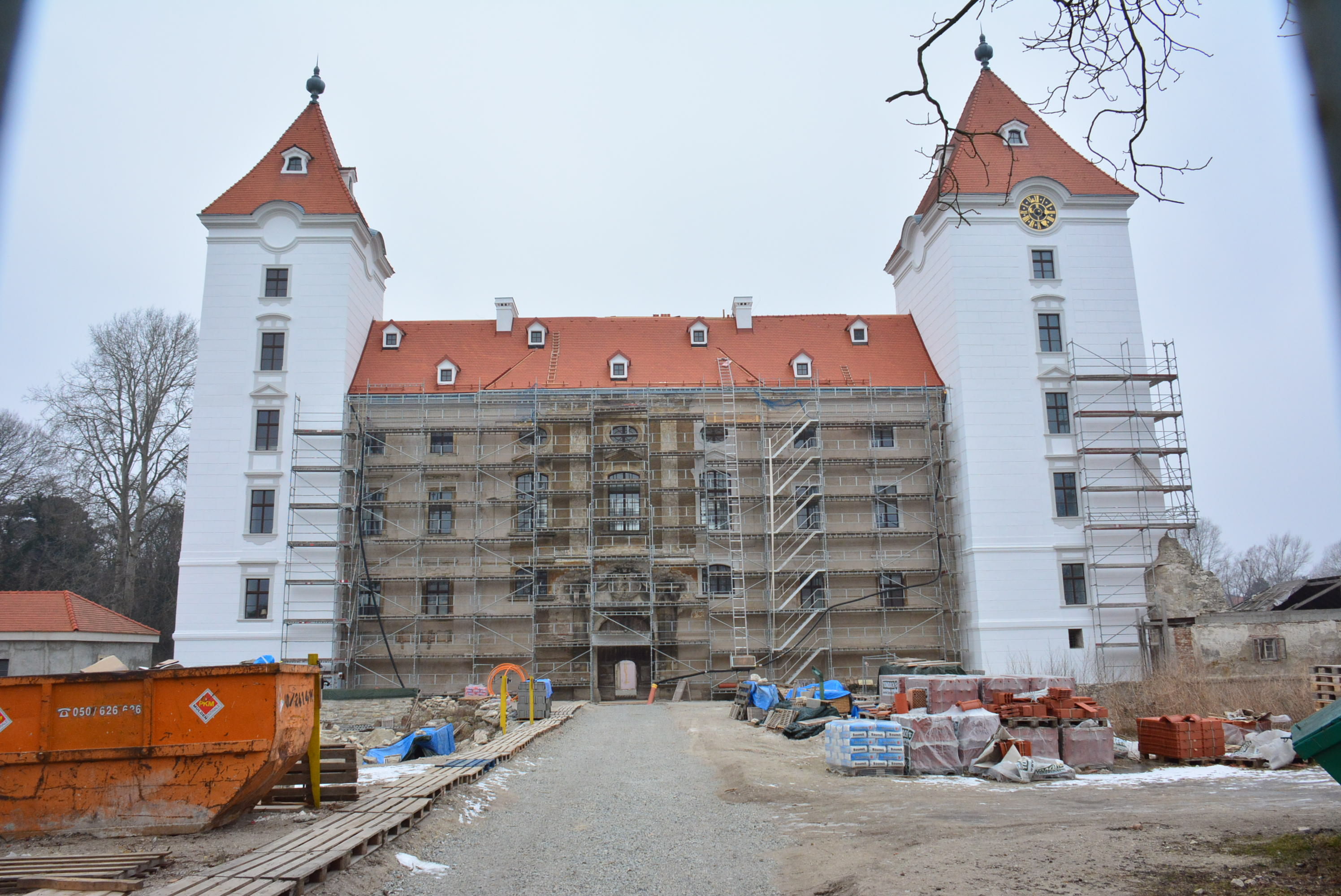
Stato dei lavori di restauro nel 2017

## Descrizione
L'antico castello anticamente dotato di fossato si trova a Ebenfurth vicino a Wiener Neustadt. Ormai divenuto edificio utilizzato per scopi civili mantiene l'aspetto di fortezza medievale con due caratteristiche torri che fiancheggiano la facciata principale.
Nelle stanze del castello si conservano importanti affreschi di Franz Anton Maulbertsch risalenti al XVIII secolo.